# Goacampa tehuacana
Goacampa tehuacana är en fjärilsart som beskrevs av Max Wilhelm Karl Draudt 1933. Goacampa tehuacana ingår i släktet Goacampa och familjen tandspinnare. Inga underarter finns listade i Catalogue of Life.